# Littlehoughton
Littlehoughton – przysiółek w Anglii, w Northumberland, w dystrykcie (unitary authority) Northumberland, w civil parish Longhoughton. Leży 5.2 km od miasta Alnwick, 51.7 km od miasta Newcastle upon Tyne i 448.6 km od Londynu. W 1951 roku civil parish liczyła 77 mieszkańców.